# Distrito de Aparicio Pomares
El distrito de Aparicio Pomares, creado como distrito de Chupán, es uno de los ocho que conforman la provincia de Yarovilca ubicada en el departamento de Huánuco en el centro del Perú.
El nombre original del distrito fue modificado para honrar al soldado raso de origen indígena Aparicio Pomares, principal abanderado de la batalla de Jactay librada el 8 de agosto de 1883 durante la campaña de la Breña de la guerra del Pacífico. Aunque ha sido mencionado por algunos historiadores como 'Asencio Aparicio' y se ha negado que sea originario de Chupán, la mayoría de estudiosos ha aceptado el nombre y el origen del personaje. Sus restos descansan en el altar mayor de la iglesia matriz de Chupán.

## Historia
Fue creado mediante Ley s/n del 2 de enero del 1857, en el gobierno del Presidente Ramón Castilla.

## Geografía
Abarca unas superficie de 183,14 kilómetros cuadrados.

## División administrativa

### Centros poblados
- Urbanos
  - Chupán, con 1 260 hab.
- Rurales
  - Acobamba
  - Huancachaca, con 234 hab.
  - Nuevo Progreso, con 225 hab.
  - Rahua, con 211 hab.
  - San Antonio de Shurapampa, con 198 hab.
  - San Juan de Cochapampa, con 174 hab.
  - San Juan de Villa Castilla, con 225 hab.
  - Villa de Acobamba, con 188 hab.
  - Yachas, con 181 hab.
  - Rondobamba
  - Huancachaca

## Capital
Es el poblado de Chupán, a 3 423 m s. n. m.

## Autoridades

### Municipales
- 2023-2026
  - ALCALDE: MILHER GUSTAVO DIONISIO SALIS (Movimiento Independiente Regional Mi Buen Vecino)
  - REGIDORES: BRAVO ISIDRO LUCINDA (Movimiento Independiente Regional Mi Buen Vecino), JACINTO BUSTILLOS LUIS (Movimiento Independiente Regional Mi Buen Vecino), LAZARO SALIS GLORIA (Movimiento Independiente Regional Mi Buen Vecino), REYES SALVADOR LIDER FILOMENO (Movimiento Independiente Regional Mi Buen Vecino), MAYLLE LINO MIRIAM (Alianza Para el Progreso)

- 2019 - 2022 
  - Alcalde AMADEOS REYNOLD Maylle Bonifacio, del Partido Alianza para el Progreso (A)
  - Regidores LAZARO ALEJO MARIO (A), MONTOYA ACOSTA KENYNG (A), PASCUAL CIRIACO FAUSTO (A), CAICO MAYLLE BETHE (A), CIRIACO FLORES GUILLERMO.

- 2015 - 2018 
  - Alcalde Cirilo Díaz Baltazar, del Movimiento Independiente Descentralista (MIDE)
  - Regidores Juan Justo Cabia (MIDE), Hugo Sagu Cámara Montoya (MIDE), Wilder Adriano Alejandro (MIDE), Alejandrina Salis Alejandro (MIDE), Liner Halle Salvador Flores.
- 2011 - 2014[1]
  - Alcalde: Godofredo Dionicio Lucas, del Movimiento Político Hechos y No Palabras (HyNP).
  - Regidores:  Moner Fabián Escolástico (HyNP), Ely Jacinto Maylle (HyNP), Olimpio Calixto Alvino (HyNP), Hilda Maylle Hilario (HyNP), Miguel Humberto Rumaldo Valentin (Auténtico Regional).[2]
- 2007-2010
  - Alcalde: Alfredo Ángel Isidro Silvestre.

### Policiales
- Comisario:  PNP.

### Religiosas
- Diócesis de Huánuco[3]
  - Obispo: Mons. Jaime Rodríguez Salazar, MCCJ.
- Parroquia
  - Párroco: Pbro.

## Atractivos turísticos
- Castillo o Wuaca
- Huancayan
- Cueva de Guelsay Machay
- Restos arqueológicos de Saway
- Restos arqueológicos de curipunta  (Cochapampa)
- Laguna Quenhuana, Salhuana, Lacyacocha
- Existen más de 18 lagunas
- Cordillera Pan de Azúcar, Huamash, Ruan Winsa, Palga Janca, Sunta Punta, Auquin Punta, Puiwan Punta
- Mesetas Julcapampa, Palgapampay y Lacyacocha
- Ríos afluentes: Río Julca y Río Cauyagan
- Quebradas Acobamba

## Festividades
2 de enero: aniversario del distrito de aparicio pomares

## Galería
- Wikimedia Commons alberga una categoría multimedia sobre Distrito de Aparicio Pomares.